# Shepperd Strudwick

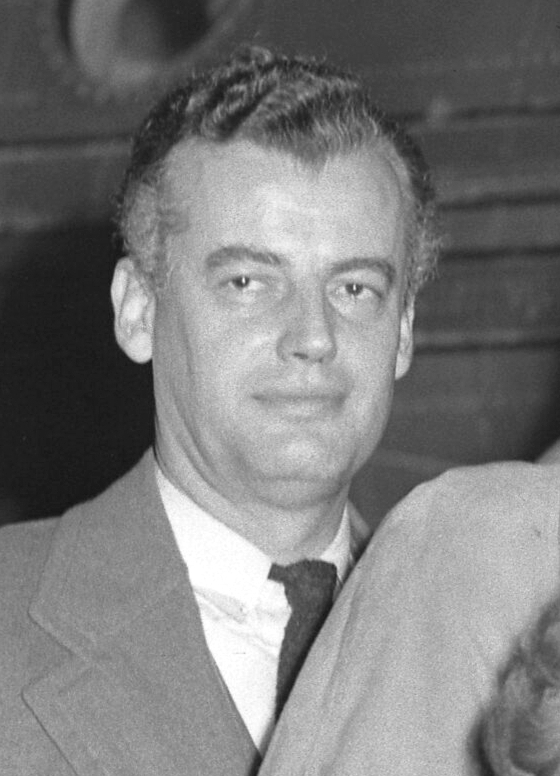
Shepperd Strudwick (1947)

Shepperd Strudwick (* 22. September 1907 in Hillsborough, North Carolina; † 15. Januar 1983 in New York City, New York) war ein US-amerikanischer Schauspieler. Bis 1946 trat er auch unter dem Pseudonym John Shepperd als Schauspieler in Erscheinung.

## Leben
Strudwick erhielt seine erste Filmrolle 1938 in einem Kurzfilm über Ignaz Semmelweis von Fred Zinnemann. Seine berühmteste Rolle spielte er 1949 in Robert Rossens Oscar-prämierter Literaturverfilmung Der Mann, der herrschen wollte als Dr. Adam Stanton, der die Hauptfigur Willie Stark (Broderick Crawford) am Ende des Films erschießt. Ab Anfang der 1950er bis Anfang der 1980er Jahre war er vor allem als Fernsehschauspieler tätig. Während er im Kino nur selten über Nebenrollen hinauskam, spielte er am Theater, so etwa am Broadway, häufiger  Hauptrollen.
Shepperd Strudwick starb im Alter von 75 Jahren an Krebs. Er hinterließ seine Ehefrau Mary Jeffrey und einen Sohn aus früherer Ehe. Sein Grab befindet sich in seiner Heimatstadt auf dem Hillsborough Town Cemetery in North Carolina.

## Filmografie (Auswahl)
- 1938: That Mothers Might Live (Kurzfilm)
- 1938: Mord, wie er im Buche steht (Fast Company)
- 1940: Congo Maisie
- 1940: Dr. Kildare: Auf Messers Schneide (Dr. Kildare’s Strange Case)
- 1940: Tödlicher Sturm (The Mortal Storm)
- 1940: Flight Command
- 1941: Die Königin der Banditen (Belle Starr)
- 1941: Roman einer Tänzerin (The Men in Her Life)
- 1941: Echo der Jugend (Remember the Day)
- 1942: Das große Spiel (Rings on Her Fingers)
- 1942: 10 Leutnants von West-Point (Ten Gentlemen from West Point)
- 1942: The Loves of Edgar Allan Poe
- 1946: Strange Triangle
- 1948: Johanna von Orleans (Joan of Arc)
- 1948: Betrogene Jugend (Enchantment)
- 1949: Gabilan, mein bester Freund (The Red Pony)
- 1949: Guillotine (Reign of Terror, Stimme)
- 1949: Schweigegeld für Liebesbriefe (The Reckless Moment)
- 1949: Todesfalle von Chikago (Chicago Deadline)
- 1949: Der Mann, der herrschen wollte (All the King’s Men)
- 1950: Verfemt (The Kid from Texas)
- 1950: Tanzen ist unser Leben – Let’s Dance (Let’s Dance)
- 1950: Three Husbands
- 1951: Die Mündung vor Augen (Under the Gun)
- 1951: Ein Platz an der Sonne (A Place in the Sun)
- 1952–1956: Westinghouse Studio One (Fernsehserie, acht Folgen)
- 1953–1955: You Are There (Fernsehserie, sechs Folgen)
- 1956: Geliebt in alle Ewigkeit (The Eddy Duchin Story)
- 1956: Herbststürme (Autumn Leaves)
- 1956: Jenseits allen Zweifels (Beyond a Reasonable Doubt)
- 1957: Der Regimentstrottel (The Sad Sack)
- 1958: Perry Mason (Fernsehserie, eine Folge)
- 1958: Die Augenzeugin (Girl on the Run)
- 1958: 77 Sunset Strip (Fernsehserie, eine Folge)
- 1960: Have Gun – Will Travel (Fernsehserie, eine Folge)
- 1960: Twilight Zone (Fernsehserie, eine Folge)
- 1962: Preston & Preston (The Defenders, Fernsehserie, eine Folge)
- 1963: Sie waren nackt und mussten sterben (Violent Midnight)
- 1968: Die Tollkühnen (Daring Game)
- 1969: Sklaven (Slaves)
- 1971: The Name of the Game (Fernsehserie, eine Folge)
- 1971: McMillan & Wife (Fernsehserie, eine Folge)
- 1973: Der Mann ohne Vaterland (The Man Without a Country, Fernsehfilm)
- 1973: Treffpunkt Central Park (Cops and Robbers)
- 1974–1976: Liebe, Lüge, Leidenschaft (One Life to Live, Fernsehserie, 82 Folgen)
- 1976: Die Chronik der Adams (Adams Chronicles, Miniserie)
- 1981: Tod auf dem Campus (Kent State, Fernsehfilm)